# Don't Stop Movin'
Don't Stop Movin' is een nummer van de Italiaanse eurodancegroep Livin' Joy uit 1996. Het is de eerste single van hun gelijknamige album. Het is het eerste Livin' Joy-nummer dat werd ingezongen door zangeres Tameka Starr.
Het nummer werd een grote hit in West-Europa en Oceanië, met een top 10-notering in het Verenigd Koninkrijk, Australië, Zweden en Finland. In Livin' Joys thuisland Italië wist het nummer de eerste positie te behalen. In de Nederlandse Top 40 haalde het nummer de 21e positie en was Alarmschijf, en in de Vlaamse Ultratop 50 de 36e.